# إريك زينغا
إريك زينغا (بالألمانية: Erik Zenga) هو لاعب كرة قدم ألماني في مركز الوسط، ولد في 18 يناير 1993 في موسكو في روسيا. شارك مع منتخب ألمانيا تحت 18 سنة لكرة القدم ومنتخب ألمانيا تحت 19 سنة لكرة القدم ومنتخب ألمانيا تحت 20 سنة لكرة القدم. أما مع النوادي، فقد لعب مع نادي أوسنابروك ونادي بروسيا مونستر ونادي ساندهاوزن.

## وصلات خارجية
- إريك زينغا على موقع قاعدة بيانات كرة القدم.إي يو (الإنجليزية)
- إريك زينغا على موقع بيانات كرة القدم. دي إي (الألمانية)
- إريك زينغا على موقع Soccerway.com (الإنجليزية)
- إريك زينغا على موقع عالم كرة القدم.نت (الإنجليزية)
- إريك زينغا على موقع AS.com (الإسبانية)